# Asplenium sancti-christofori
Asplenium sancti-christofori är en svartbräkenväxtart som beskrevs av Christ. Asplenium sancti-christofori ingår i släktet Asplenium och familjen Aspleniaceae. Inga underarter finns listade.